# Every Night at Eight
Every Night at Eight (no Brasil, Às Oito em Ponto), é um filme de comédia musical dirigido por Raoul Walsh e protagonizado por George Raft e Alice Faye.

## Sinopse
Dixie Foley (Alice Faye), Susan Moore (Frances Langford) e Daphne O'Connor (Patsy Kelly) são despedidas de seus empregos e tentam a sorte formando um trio musical participando de um concurso de uma rádio. Elas perdem para um rapaz chamado Tops Cardona (George Raft) junto com sua banda, mas mesmo assim, Tops acaba ficando impressionado com o talento das três e acaba as nomeando de Sewannee Sisters, e as leva ao topo do sucesso junto com sua banda. Susan termina se apaixonando por Tops, e com isso, as complicações começam a surgir.

## Elenco
- George Raft - Tops Cardona
- Alice Faye - Dixie Foley
- Frances Langford - Susan Moore
- Patsy Kelly - Daphne O'Connor
- Walter Catlett - Mestre da cerimônia
- Harry Barris - Harry